# Художня майстерня у Батіньйолі, Париж
«Художня майстерня у Батіньйолі, Париж» ,«Ательє Батіньйоль» або «Група Батіньйоль» — картина французького художника Анрі Фантен-Латура  (1836—1904).

## Опис твору
На картині зображено куточок майстерні, що належала художнику Едуару Мане (1832—1883). Формально майстерня була іншою, але для картини знадобився лише її куточок.
Анрі Фантен-Латур був непоганим майстром композиції. Всі переваги власних здібностей присутні і в цьому творі. Умовно картина розділена на дві частини, цим кордоном став мольберт. Ліворуч глядач бачить невеликий натюрморт. В центрі картини працює володар майстерні — Едуар Мане. Митець наче уважно вдивляється в обличчя пана, що сидить поряд. Можливо, це створення чергового портрета.
Іноді картину називають «майстерня Мане». За майстром і праворуч розташовані чоловіки. Аналітики довели, що переважна більшість з них, це паризькі художники. Зі спогадів відомо, що Едуар Мане утримував майстерню на бульварі Батіньйоль. Неподалік від нього власну майстерню утримував художник Фредерік Базиль (1841—1870).
Зазвичай художники збирались у кафе Гербуа, де обговорювали власні проблеми та долю сучасного французького живопису. Серед них було чимало осіб, що були невдоволені пануванням академічних настанов і намагались з одного боку відійти від академізму як художньої доктрини, з другого боку подолати заборони суворого і корумпованого Паризького Салону та отримати офіційне визнання. Як відомо, офіційне визнання роками намагався отримати Едуар Мане, витративши на це чимало зусиль і років.
Бульвар Батіньйоль та кафе Гербуа були місцем зустрічей низки паризьких художників, серед котрих — Фредерік Базиль, Альфред Сіслей, Клод Моне, П'єр-Огюст Ренуар, фотограф Надар. Молоді художники не заснували при цьому якогось художнього товариства і не оприлюднювали свого маніфесту. «Група Батіньйоль» — назва пізня і доволі умовна, створена для позначки паризьких художників, твори котрих передували появі французького імпресіонізму та їх першої виставки 1874 року. Як відомо, приміщення для першої виставки імпресіоністів надав фотограф Надар, що теж активно відвідував Батіньйоль.

## Післямова

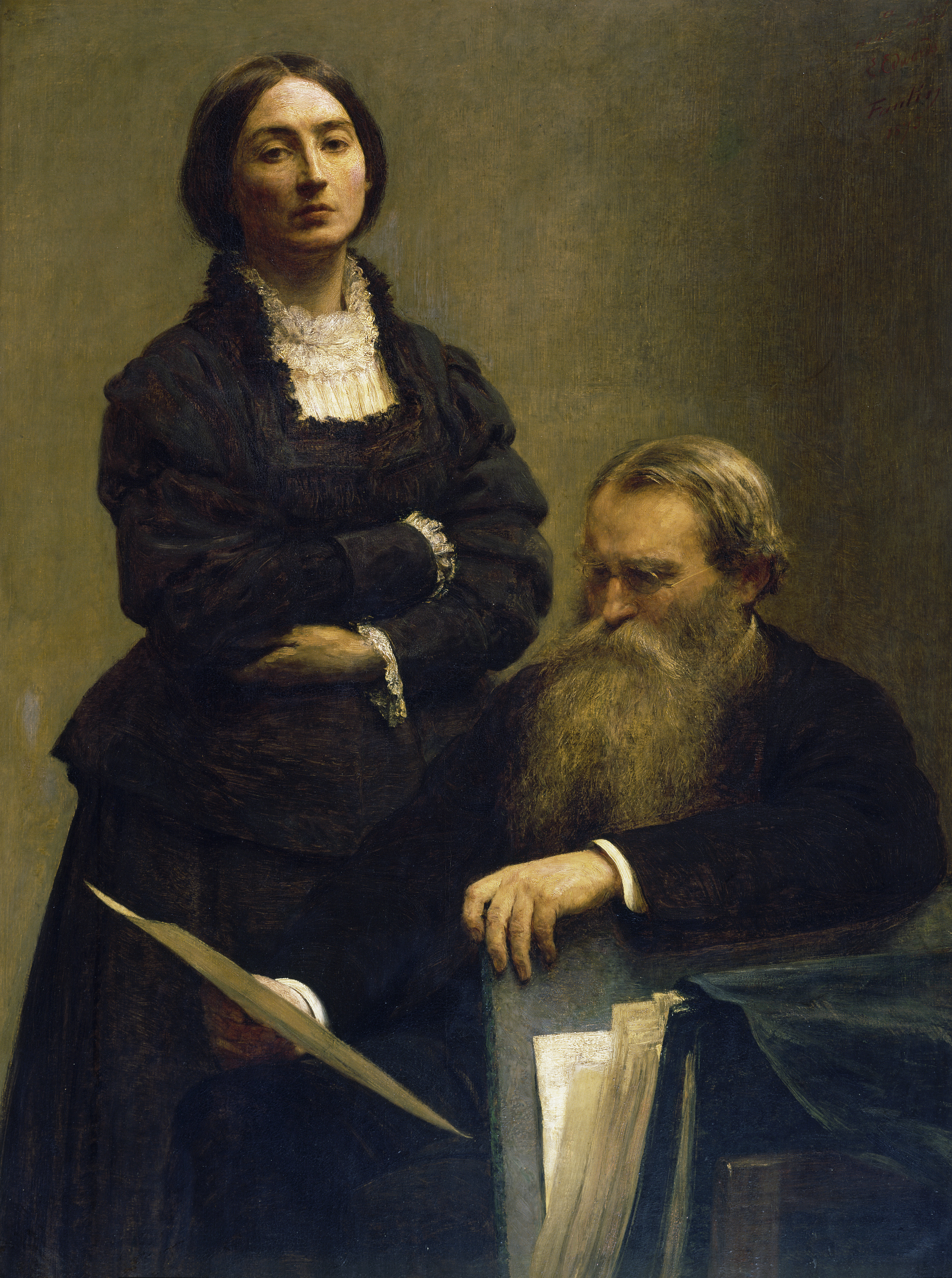
Анрі Фантен-Латур. «Портрет подружжя Едвардс», 1875 р. Тейт Бритн, Лондон.

Анрі Фантен-Латур не відрізнявся рішучими вчинками і надавав перевагу приватному життю та створенню квіткових натюрмортів. Його слава майстра натюрмортів розпочалася у Лондоні, виставити там свої квіти його умовив художник Джеймс Вістлер. Лише згодом про його квіткові натюрморти дізнались у Парижі.
Анрі Фантен-Латур був також непоганим портретистом, що створював як поодинокі, так і подвійні портрети. Персонажами його портретів часто були близькі родичі та сестри (останні головні персонажі його подвійного портрета «Урок малюнка»). Кращі художні здібності митця відбились також при створенні подвійного портрета родини Едвардс, абсолютно позбавленого ідеалізації, зовнішніх та порожніх ефектів, притаманних портретам буржуа.
Винятком у творчості майстра стануть три групові портрети з діячами мистецтв, серед них і «Майстерня Мане». Фантен-Латур знав про цькування, котре розпочали проти Едуара Мане паризькі газети, де його принизливо обзивали революціонером, а художників з бульвару Батіньйоль бандитами. Нерішучий Анрі Фантен-Латур в картині «Група Батіньйоль» якраз і наважився на рішучий вчинок. Зараз картина сприймається як спокійний біографічний твір. Інакше вона сприймалась у третій третині XIX ст. Анрі Фантен-Латур цілком свідомо розташував в картині ліворуч натюрморт. На червоній скатертині стоїть скульптура богині Афіни як натяк на повагу митців групи Батіньйоль до історичного надбання, натяк що вони нічого не руйнували і не спростовували. Повага, з котрою подані митці групи Батіньйоль — спроба автора довести, що всі вони поважне панство, з котрими можна і повинно мати серйозні справи. Серйозність внеску в мистецтво Франції група Батіньоль довела власною творчістю.